# George (stad)
George is een stad met 160 980 inwoners, in de Zuid-Afrikaanse provincie West-Kaap. George behoort tot de gemeente George dat onderdeel van het district Tuinroute is. De stad is vernoemd naar Koning George III.
De stad ligt aan de kust aan de N2, zowat 300km ten oosten van Kaapstad in de zgn. Tuinroete (Garden Route). De katholieke kerk van George, Ss.Peter and Paul is de oudste van Zuid-Afrika.
George is gekend om haar verschillende uitstekende golfbanen (er zijn alleen al drie verschillende 18-holes golfbanen op Fancourt Estate) en de Montagupas over de Outeniquaberg (geopend in 1847). Niet toevallig woont de Zuid-Afrikaanse golfer Ernie Els in de stad.

## Subplaatsen
Het nationaal instituut voor de statistiek, Stats SA, deelt sinds de census 2011 deze hoofdplaats in in 37 zogenaamde subplaatsen (sub place), waarvan de grootste zijn:
Ballotsview • Blanco • Borcherds • Conville • Pacaltsdorp • Parkdene • Rosemoor.

## Zie ook

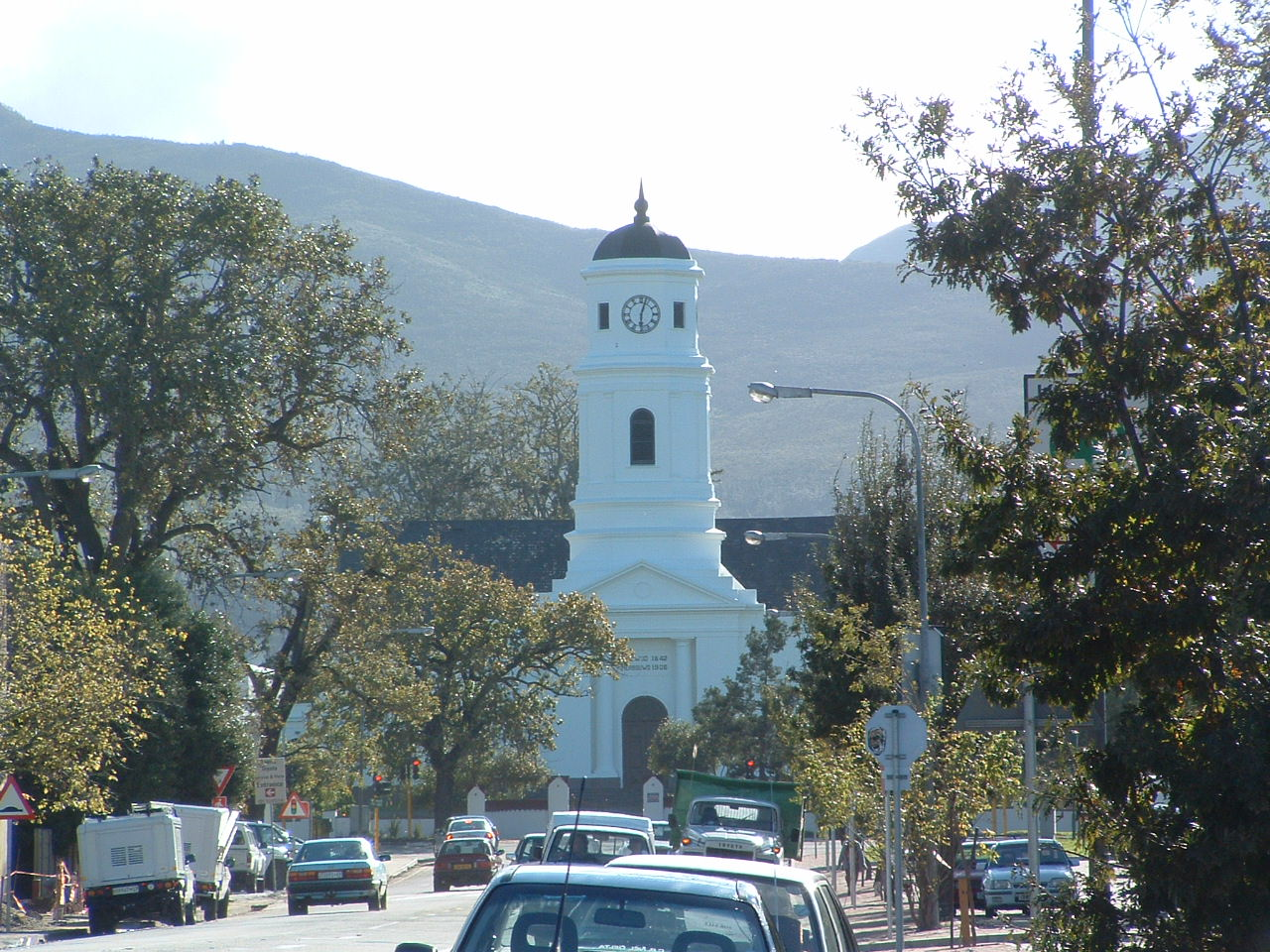
Nederduits Gereformeerde Kerk te George (Moederkerk)